# Florian Heppert
Florian Heppert (* 19. September 1987) ist ein ehemaliger deutscher Schauspieler. Er wurde vor allem durch seine Rolle als „Dicker Michi“ in den ersten beiden Die Wilden Kerle-Filmen bekannt.

## Leben
Aufgewachsen ist er in München. Schon während seiner Schulzeit fiel sein schauspielerisches Talent auf und er wurde von Joachim Masannek mit einer Rolle im ersten Film der  Wilden Kerle versehen.
Neben dem zweiten Teil der „Die Wilden Kerle“-Saga hatte er noch einige Gastrollen in Fernsehserien.
Zurzeit unterrichtet Heppert Französisch, Geschichte und Sozialkunde am Lion-Feuchtwanger-Gymnasium (München).

## Filmografie
- 2003: Die Wilden Kerle
- 2004: Schulmädchen (Fernsehserie; Episodenrolle)
- 2005: Die Wilden Kerle 2
- 2006: Familie Sonnenfeld
- 2008: Die Brücke